# برج خنک‌کننده فایبرگلاس

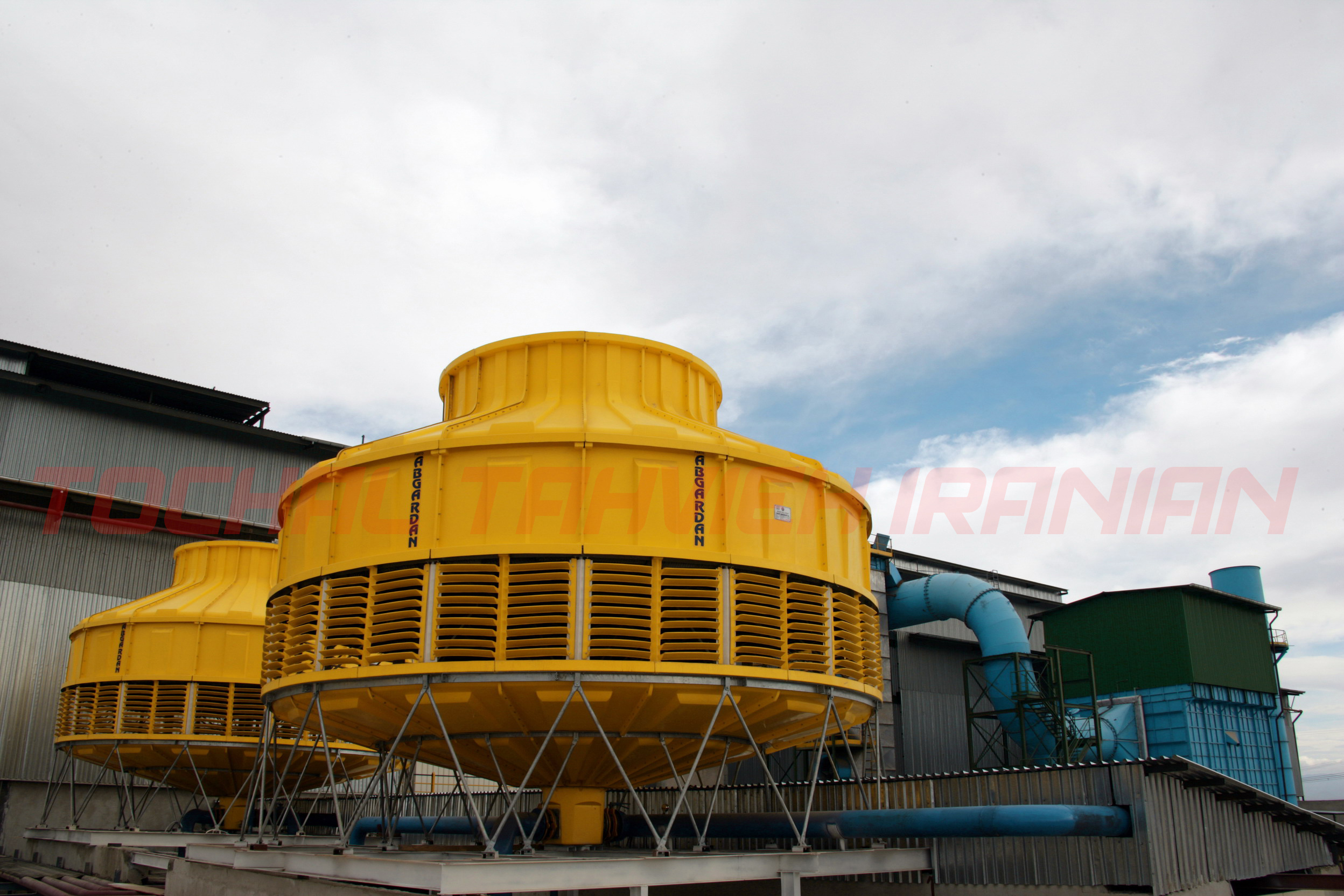
برج خنک‌کننده فایبرگلاس گرد

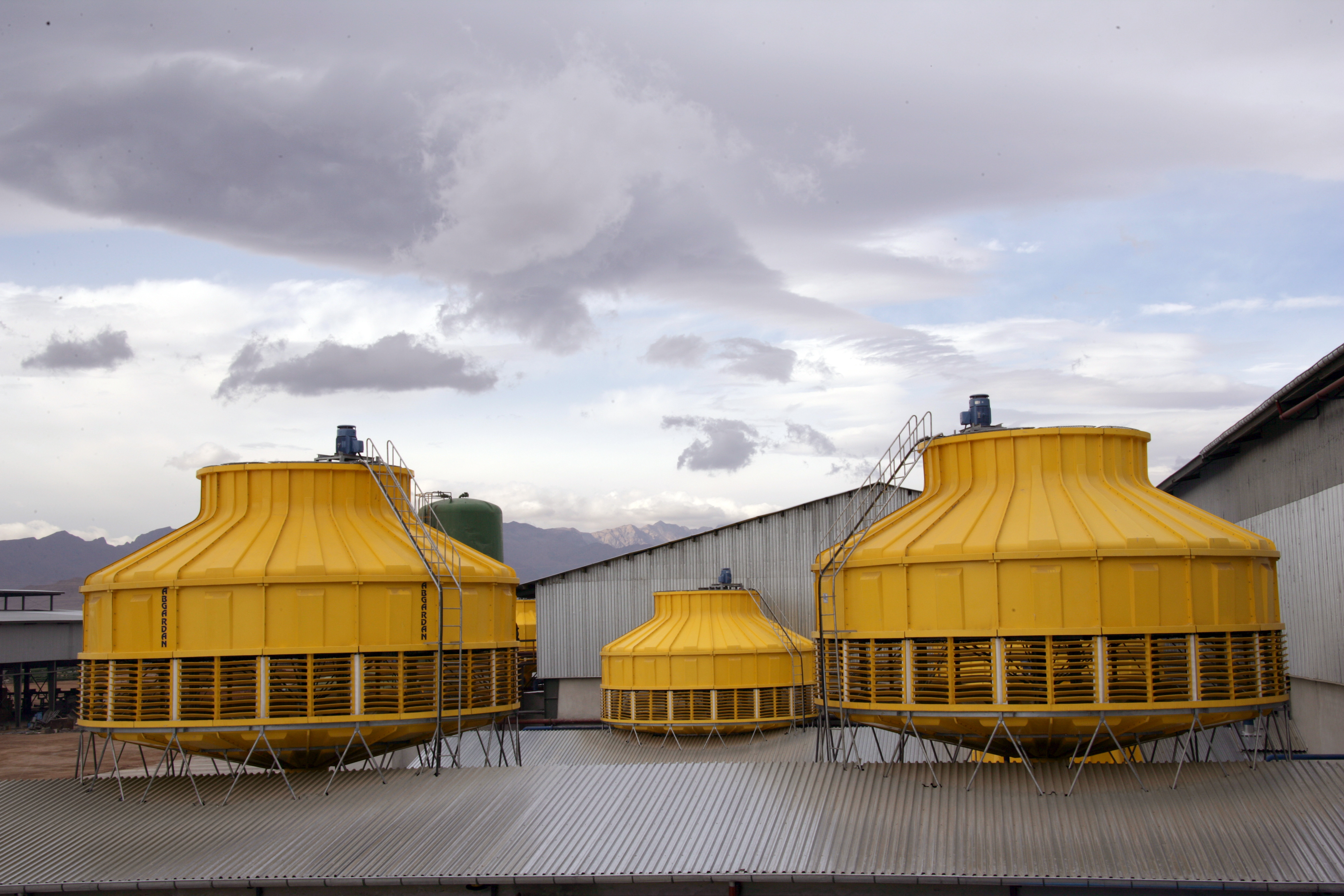
برج خنک‌کننده گرد (مخروطی) فایبرگلاس در ابعاد مختلف

برج خنک‌کننده فایبرگلاس (به انگلیسی: Fiber Reinforced plastic (FRP) Cooling Tower) دستگاهی است که برای انتقال انرژی حرارتی از آب به هوا طراحی شده‌است، این عمل برای خنک‌سازی مکرر آب (در گردش) در فرایندهای مختلف صنعتی، کندانسورهای چیلر یا تهویه‌مطبوع (HVAC) و موارد بسیار دیگر استفاده می‌شود. به این نکته باید توجه کرد که خنک‌سازی و کاهش دمای آب یا سیال موردنظر نزدیک دمای حباب تر در نظر گرفته می‌شود.
این تبادل حرارت بسیار پیچیده بوده و علاوه‌بر فرایند انتقال حرارت، فرایند انتقال جرم نیز صورت می‌پذیرد. برخلاف تصور موجود برج خنک‌کننده علی‌رغم ظاهر ساده آن، دستگاهی بسیار پیچیده و دارای محاسبات دقیق و خاص است که متأسفانه بسیاری از تولیدکنندگان، توان انجام این محاسبات پیچیده را نداشته و نرم‌افزار محاسباتی آن را در اختیار ندارند. ذکر این نکته لازم است که در برج‌های خنک‌کننده، بخش اصلی خنک‌سازی توسط تبخیر آب صورت می‌پذیرد که در ادامه توضیح ارائه خواهد شد. در طراحی برج‌های خنک‌کننده، تمامی قوانین انتقال حرارت و انتقال جرم مورد استفاده بوده‌است. پس می‌توان نتیجه گرفت که بهترین گزینه انتخاب برج خنک‌کننده بنا بر نیازهای متفاوت بر طبق تکنولوژی و علم روز دنیا، برج‌های خنک‌کننده فایبرگلاس هستند.
در برج‌های خنک‌کننده فایبرگلاس و آن دسته از برج‌هایی که تبادل حرارت به صورت مستقیم انجام می‌شود، زمانی‌که آب و جریان هوا به هم می‌رسند، بخش بسیار کوچکی (۱٪) از آب حرارت الباقی (۹۹٪) را جذب کرده و تبخیر می‌شود. از آنجایی که گرمای نهان تبخیر نسبت به گرمای محسوس بسیار بیشتر است با تبخیر (۱٪) از آب در گردش (۹۹٪) الباقی حدود ۵٫۵ درجه سلسیوس (۱۰ درجه فارنهایت) خنک می‌شود.
جهت ساخت برج‌های خنک‌کننده از مواد مختلفی استفاده می‌شود که هر کدام دارای مزیت‌های خاصی هستند. انواع برج‌ها از نظر جنس بدنه به برج‌های بتنی (سایز بزرگ)، برج‌های فلزی (گالوانیزه) و برج‌های ساخته‌شده از کامپوزیت‌های تقویت‌شده پلاستیکی (که برج‌های فایبرگلاس از این نوع می‌باشد(FRP)) ساخته می‌شوند.
حال به این نکته می‌پردازیم که FRP چیست؟
درواقع یک ماده کامپوزیت تقویت‌شده و ترکیب‌شده‌است که به صورت رشته‌هایی از الیاف شیشه ساخته می‌شود. معمولاً این رشته‌ها در اجزای مختلفی از کربن، شیشه، چوب، کاغذ و غیره تولید می‌شوند که بنا بر نیاز و کاربرد در صنعت برج خنک‌کننده، از الیاف و رشته‌های باریک و تقویت‌شده شیشه استفاده می‌شود. جنس و نوع ماده اولیه فایبرگلاس مزایا و کاربرد بسیار زیادی نسبت به دیگر جنس‌های برج خنک‌کننده دارد و آن را یک انتخاب مناسب برای بیشتر صنایع می‌دانند.
الیافی که برای تقویت ساختار آن استفاده می‌شود الیاف شیشه نامیده می‌شود. الیاف شیشه با ذوب‌کردن شیشه به قطعات ریز و باریک به صورت صفحات مسطح ساخته می‌شود. این ترکیب به صورت لایه‌ای نازک از الیافی ساخته‌شده‌است که مقاومت و سختی بالایی داشته باشد و از آن برای ساخت بدنه برج‌های فایبرگلاس استفاده می‌شود.
اساس عملکرد برج‌های خنک‌کننده فایبرگلاس همانند دیگر برج‌های خنک‌کننده است و مزیتی که این برج‌ها نسبت به برج‌های خنک‌کننده دیگر داردند بحث ساختار، تکنولوژی بروز طراحی و مقاومت بدنه است که در ادامه ذکر شده‌است.
با توجه به مزیت‌هایی که در خصوص برج‌های خنک‌کننده فایبرگلاس مطرح شده‌است، امروزه بهترین و مناسب‌ترین نوع از برج‌های خنک‌کننده، برج‌های خنک‌کننده فایبرگلاس هستند که باید از آخرین و بروزترین تکنولوژی و طراحی ساخت بهره ببرند و از اجناس‌های متفرقه و بی‌کیفیت در آن‌ها استفاده نشود تا بتوانیم از حداکثر راندمان دستگاه‌ها استفاده کنیم.

## مزایا
فایبرگلاس در زمان تماس با آب به هیچ عنوان خراب و اکسیده نمی‌شود، زنگ نمی‌زند و در مدت طولانی بدون تغییر و سالم می‌ماند. از آهن سبک‌تر است و در صورت خرابی به راحتی ترمیم و به حالت اول بازمی‌گردد.
طراحی و دوام ساخت بدنه با اجزاء فایبرگلاس نیازمند طراحی توسط لایه‌هایی از الیاف حصیری آغشته در رزین است که به‌صورت لایه‌ای بروی هم ساخته می‌شوند که در نهایت منجر یه ساخت لایه‌ای قوی و انعطاف‌پذیر خواهد شد. بعد از آماده شدن لایه‌های الیاف و حصیر و تثبیت مقاوت آن، قسمت خارجی آن توسط ماده‌ای به نام ژل‌کت آغشته می‌شود که ضد اشعهٔ فرابنفش خورشید است. علاوه‌بر این که قسمت داخلی بدنه فایبرگلاس ضدآب و ضد نفوذ است لایه بیرونی که لایه‌ای از ژل‌کت دارد مانع نفوذ آب یا ماده به درون آن می‌شود که مقداری از ماده پارافین به آن اضافه شده‌است.
حال در این قسمت به مزایا و نکات مهم در خصوص برج‌های خنک‌کننده فایبرگلاس می‌پردازیم که در ادامه ذکر شده‌است.
1. مقاومت و بهره‌وری بالا در عین وزن کم و سبک
2. مقاومت در برابر خوردگی در محیط‌های بسیار خورنده و آب در گردش با آلودگی اسیدی یا بازی
3. مقاومت در برابر باد شدید و نصب برج خنک‌کننده در ارتفاع
4. ضد UV و اشعه فرابنفش خورشید
5. طراحی زیبا و دارای رنگ‌بندی مختلف
6. ضد خوردگی، پوسیدگی و فرسایش
7. نصب آسان و راحت
8. طراحی فنداسیون ساده و شبکه اتصالات منظم و ساده
9. عملکرد آرام
10. طول عمر زیاد بدنه و برج خنک‌کننده
11. بدنه این مدل از برج‌ها به گونه‌ای است که به راحتی قابل شست‌وشو و تمیز کردن باشد
12. در مقابل تغییر شکل و رسوب‌گذاری مقاوت بالایی دارد
13. از بدنه فایبرگلاس می‌توان در محیط‌هایی که دارای امواج الکترومغناطیس بالا هستند استفاده کرد

در نتیجه با توجه به مزیت‌هایی که در قسمت بالا ذکر شده‌است می‌توان دریافت کرد که برج‌های خنک‌کننده فایبرگلاس گزینه مناسبی برای استفاده در امر تبرید و خنک‌سازی هستند که باعث تغییر و تحول بسیار شده‌اند.

## تاریخچه
تاریخچه برج خنک‌کننده به آغاز قرن نوزدهم میلادی همزمان با شروع انقلاب صنعتی مربوط می‌شود که در آن زمان با بهره‌گیری از ماشین‌آلات و تجهیزات مختلف اختراع شده نیاز به خنک‌سازی داشته‌اند و بهترین گزینه‌ای که می‌توانست به این قضیه کمک کند، برج‌های خنک‌کننده بود.
برج خنک‌کننده برای اولین بار در صنعت موتورهای بخار و خنک‌سازی کندانسورها استفاده شد و اولین ماشینی که ساخته شده بود، موتور بخار نام داشت که به طبع این اختراع مهم نیاز به خنک‌سازی دارد.
با گذشت زمان اختراع موتور بخار باعث شد که تولیدات کارخانجات افزایش یافته و به مراتب ماشین آلات و تجهیزات مکانیکی جای نیروهای انسانی را گرفتند و با گسترش صنعت و ظهور تجهیزات مکانیکی بیشتر نیاز به خنک‌سازی و خنک‌کاری بیشتر احساس می‌شد، و آن‌ها در تلاش بودند تا برج خنک‌کننده‌ای داشته باشند که در عین بهره‌وری بالا هزینه‌های کمتری نیز داشته باشد.
در اوایل قرن بیستم، اولین و ابتدایی‌ترین برج خنک‌کننده جهت کاهش دما طی فرایند تبخیر ابداع شد. برج‌های خنک‌کننده اولیه مکانیزم و عملکرد ساده‌ای داشتند، در واقع یک سازه بسیار بزرگ بودند که مقدار آب گردش از ارتفاع بسیار زیاد در داخل برج خنک‌کننده به داخل آن پاشیده می‌شد و به واسطه برخورد با جریان هوای در گردش خنک‌سازی انجام می‌گرفت. واژه برج خنک‌کننده (کولینگ تاور) به واسطه نوع طراحی و ساختار هندسی این سازه بزرگ بروی آن گذاشته شد. در واقع عملکرد برج‌های خنک‌کننده اولیه به صورت طبیعی بود که با افزایش زمان برخورد آب با هوا، خنک‌سازی انجام می‌گرفت. با پیشرفت تکنولوژی در اواخر دهه نود و اختراع موتور احتراق و استفاده از برق برای مصارف صنعتی، طراحی و ساخت برج‌های خنک‌کننده تغییر یافت.
استفاده از موتورهای الکتریکی و سیستم فن، موجب شد تا برج‌های خنک‌کننده‌ای با راندمان بالا و اشغال فضای کمتری ساخته شوند که امروزه در صنعت مورد استفاده قرار گرفته‌اند.
در اواسط قرن بیستم و تحول طراحی سازه‌های ساختمانی و مسکونی، استفاده از برج‌های خنک‌کننده پکیج در سیستم تهویه مطبوع (سرمایشی و گرمایشی یا HVAC) رواج یافت.
برج‌های خنک‌کننده پکیج که به صورت عمده از فلز برای طراحی آن‌ها استفاده می‌شد و دارای فن سانتریفیوژ بودند نتوانستند آن طور که باید در صنعت رقابت کنند و با گذشت زمان و افزایش توانمندی‌ها در صنعت کامپوزیت جای خود را به برج‌های خنک‌کننده فایبرگلاس دادند و این مدل از برج‌ها علاوه‌بر طراحی زیباتر مزایای بیشتر و بهتری نسبت که نسل قبلی خود داشتند.
مزیت فایبرگلاس، مقاومت بالا و آسیب‌ناپذیری در مقابل خوردگی، رسوب گذاری و زنگ زدگی بود که در طول تاریخ تأثیر بسزایی بر صنعت تأسیسات و تهیه مطبوع گذاشت. با ظهور برج‌های خنک‌کننده فایبرگلاس مهندسان در تلاش بودند که راندمان دستگاه‌ها را بالا ببرند و توانستند با اختراع محصولی به نام پکینگ یا مدیا و تسریع و افزایش تبخیر این کار را انجام دهند. پیش از این از چوب‌های اشباع شده و سرخ برای افزایش راندمان و تبخیر استفاده می‌کردند که در واقع راندمان کافی نداشته و وزن بالایی داشتند و موجب بروز برخی از بیماری‌ها و تولید آلودگی، رسوب‌گذاری بالا و نشستن جلبک روی آن‌ها می‌شد. جنس بدنه این پکینگ‌ها از PVC و PP بوده و در مقابل حرارت، رسوب‌گذاری و غیره بسیار مقاوم هستند.
در نیمه دوم قرن بیستم به مرور استفاده از برج‌های خنک‌کننده فایبرگلاس در تهویه مطبوع افزایش یافت و انواع مختلفی از آن‌ها وارد صنعت تأسیسات شدند مانند:برج‌های فایبرگلاس کراس فلو، گرد یا مخروطی، مکعبی و غیره که در کنار برج‌های خنک‌کننده صنعتی و بتنی امروزه از آن‌ها استفاده می‌شود.

## انواع برج خنک‌کننده فایبرگلاس
برج‌های خنک‌کننده فایبرگلاس را می‌توان به چند دسته تقسیم کرد که به شرح زیر تعریف می‌شوند.

### ۳– برج‌های خنک‌کننده مکعبی (که به دو دسته تقسیم می‌شوند)
نحوه عملکرد تمام برج‌های خنک‌کننده بر پایه و اساس ایجاد سطح تماس بیشتر بین جریان آب گرم و مقدار هوای در گردش است و در نتیجه ایجاد تبادل حرارتی و گرمایی بین این دو است. معمولاً در برج‌های خنک‌کننده، آب گرم توسط لوله‌هایی که به صورت عمودی نصب می‌شوند، به بالای برج منتقل شده و در آنجا یا به صورت طبیعی یا با استفاده از سیستم توزیع آب به سمت پایین برج به جریان می‌افتد که در طول این مسیر با توجه به نوع برج به شیوه‌های مختلف با جریان هوای در گردش برخورد می‌کند.

### ۱– برج‌های خنک‌کننده جریان متقاطع

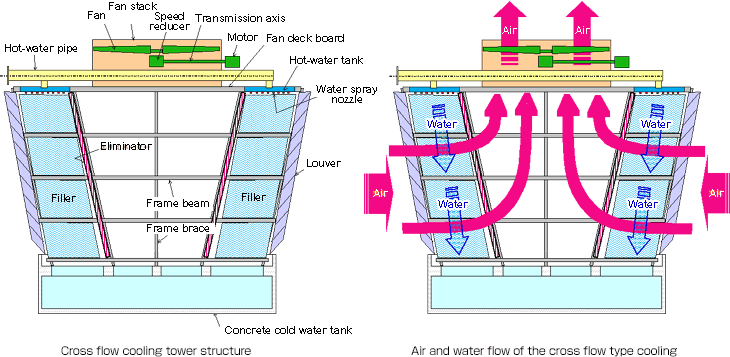
برج خنک‌کننده جریان متقاطع

برج خنک‌کننده جریان متقاطع یا به عبارتی کراس فلو به برج خنک‌کننده‌ای گفته می‌شود که در آن مسیر برخورد جریان آب و هوا به صورت متقاطع باشد. در این نوع برج خنک‌کننده آب از بالا به سمت پایین پاشیده می‌شود و هوا نیز همزمان از کنار دستگاه به صورت افقی وارد آن می‌شود، آب و هوا در مسیر متقاطع با یکدیگر تماس پیدا کرده و تبادل گرمایی و حرارتی انجام می‌شود. برج خنک‌کننده جریان متقاطع در انواع مختلف فایبرگلاس، فلزی و بتنی ساخته می‌شود، در واقع سیستم فن در قسمت مرکزی برج خنک‌کننده قرار دارد و هوا را از کناره‌های برج مکش کرده و به سمت بالای برج خنک‌کننده هدایت می‌کند.

### ۲– برج‌های خنک‌کننده گرد یا مخروطی
در برج‌های خنک‌کننده گرد یا به اصطلاح مخروطی که بدنه آن‌ها از فایبرگلاس ساخته شده‌است، سیکل تبردید آن به صورت مدارباز است، به‌طوریکه مقدار آب در گردش توسط لوله عمود به قسمت بالای برج رفته و از طریق سیستم توزیع آب و کلگی توزیع یا اسپرینکلر هد که این نقش را ایفا می‌کند بروی قسمتی یه‌نام پکینگ‌ها پاشیده شده و به قطرات کوچک‌تری تقسیم می‌شود و با مکانیزم هوا با جریان مخالف، هوا با قطرات کوچک آب برخورد کرده و تبادل حرارتی و گرمایی انجام می‌شود و در نهایت با استفاده از سیستم فن، گرما از بالای برج خنک‌کننده خارج می‌شود. به این نکته نیز باید توجه کرد که عملکرد این دسته از برج‌ها برخلاف برج‌هایی با جریان هوای متقاطع به صورت جریان هوای مخالف است.

### ۳– برج‌های خنک‌کننده مکعبی
برج‌های مکعبی فایبرگلاس را می‌توان به دو دسته مدارباز و مداربسته تقسیم کرد که در ادامه بیشتر دربارهٔ آن توضیح ارائه خواهد شد.

#### برج‌های خنک‌کننده مکعبی مدارباز
جنس بدنه این مدل از برج‌های خنک‌کننده همانند برج‌های با جریان هوای متقاطع و مخروطی از فایبرگلاس ساخته شده و عملکرد و نحوه فعالیت دستگاه به نحوی همانند برج‌های مخروطی و گرد است ولی تفاوت‌هایی با یک‌دیگر دارند که در قسمت پایین توضیح داده شده‌است.
قطعات به کار رفته در برج‌های مکعبی مدارباز متفاوت است به‌طوریکه اینبار برخلاف استفاده از کلگی توزیع آب یا اسپرینکلر هد، از شبکه‌ای که در آن از نازلهای آب‌پاش به‌کار رفته استفاده می‌شود. در واقع مقدار آب در گردش با استفاده از یک سری لوله‌ها و فلنج‌های ورود و خروج از طریق این نازل‌ها بروی پکینگ‌ها ریخته می‌شود و عملیات خنک‌سازی و تبادل حرارتی و گرمایی صورت می‌پذیرد.

#### برج‌های خنک‌کننده مکعبی مداربسته
با توجه به نامی که برای این دسته از برج‌های خنک‌کننده در نظر گرفته‌اند، گردش آب و سیکل تبرید در مدار بسته‌ای انجام می‌شود، به‌طوریکه یک‌سری کوئل در میانه برج خنک‌کننده نصب شده‌است و آب بدون تماس مستقیم با هوا در گردش است و تبادل حرارتی انجام می‌شود و خنک‌سازی انجام می‌شود. حتی در این دسته از برج‌های خنک‌کننده مقداری آب که در قسمت پایین برج که بیسن نام دارد توسط یک پمپ و شبکه نازل‌های آب‌پاش بروی این کوئل‌ها ریخته می‌شود و راندمان دستگاه را افزایش داده و به امر خنک‌سازی کمک بسزایی می‌کند.

## مزیت برج‌های مکعبی مداربسته نسبت به برج‌های خنک‌کننده دیگر
در برج‌های خنک‌کننده مداربسته راندمان دستگاه نسبت به برج‌های خنک‌کننده دیگر بالاتر است و در مصرف مقدار آبی که نیاز به خنک‌سازی دارد صرفه جویی می‌شود و توجیه اقتصادی دارد، ولی این نکته را باید در نظر گرفت که هزینه نگهداری و خرید این برج‌ها بالا است و بهتر است که در مناطق کم‌آب و خشک استفاده شوند. علاوه‌بر آن مشکلاتی که در برج‌های مدارباز و مخروطی وجود دارد مانند رسوب‌گذاری، در برج‌های خنک‌کننده مداربسته دیده نمی‌شود.

## اجزا و بدنه برج خنک‌کننده فایبرگلاس
اجزا و قطعاتی که در قسمت پایین ذکر شده‌اند تمامی قطعات به‌کار رفته در برج‌های خنک‌کننده فایبرگلاس هستند که در قسمت قبل دربارهٔ آن‌ها توضیح ارائه شده‌است.

### ۱– الکتروموتور (Electric Motor)
الکتروموتورهای مورد استفاده در برج‌های خنک‌کننده ساخت شرکت‌های معتبر خارجی همچون زیمنس و وی‌ای ام (VEM) هستند. سرعت چرخش الکتروموتورها برابر ۱۴۵۰ دور در دقیقه و فرکانس آن ۵۰ هرتز است. این موتورها برای نصب عمودی مناسب بوده و دارای فلنج‌های مرتبط هستند. همچنین این الکتروموتورها دارای کلاس حرارتی F و عایق رطوبتی IP–55 هستند. انتقال قدرت از الکتروموتور به فن با استفاده از تسمه‌های V شکل نوع B انجام می‌شود. به جهت حفظ ایمنی و جلوگیری از حوادث احتمالی (سقوط افراد به داخل دستگاه) قطعاتی فلزی تحت عنوان فن گارد در زیر الکتروموتور نصب می‌شود که در هنگام تعمیرات به راحتی قابل بازکردن و جای‌گذاری مجدد است.

### ۲– پولی الکتروموتور (Motor Pulley)
این قطعه با قرارگرفتن بر روی شافت الکتروموتور و قرارگیری تسمه‌ها سری B در شیارهای V شکل آن موجب انتقال نیروی الکتروموتور به سیستم کاهش سرعت دستگاه و در نهایت گردش متناوب سیستم فن به جهت ایجاد CFM مورد نیاز تبادل هوای داخل برج خنک‌کننده می‌شود.

### ۳– تسمه (Vee Belt)
تسمه‌های وی شکل از انواع تسمه‌های انتقال نیرو بوده که در ماشین‌آلات مختلف، نیرو یا چرخش موتور یا دینام را توسط فولی‌های مخصوص به دیگر اجزا دستگاه انتقال می‌دهد. تسمه دارای سطح مقطع ذوزنقه‌ای شکل با رنگ مشکی است و در دو نوع ساده و دنده‌ای (SPB) تولید می‌شود. نوع ساختار این تسمه‌ها و استفاده از لایه‌هایی از الیاف مقاوم در برابر کشش و سایش و نیز لایه‌هایی از ترکیبات لاستیکی مقاوم در برابر سایش و گرما در تولید آن باعث می‌شود این نوع تسمه وظیفه خود را به‌درستی انجام دهد و همچنین یکی‌دیگر از دلایل محبوبیت آن در بین تولیدکنندگان و صنعتگران، داشتن تنوع زیاد در اندازه و در دسترس بودن آن است.

### ۴– سیستم کاهش سرعت (Speed Reducer)
سیستم کاهش سرعت برج‌های خنک‌کننده از نوع تسمه و پولی است. این سیستم شامل تسمه‌های وی شکل و کاملاً آب‌بندی شده متناسب با استفاده در شرایط مرطوب برج‌های خنک‌کننده طراحی شده و در ساخت قطعه مذکور از شیارهای سایز B در هنگام تراش قطعه استفاده می‌شود و همچنین از جنس فلز چدن یا برنج تولید می‌شود که آلیاژ با مقاومت بالا در برابر خوردگی و زنگ زدگی و به همراه لایه‌های اپوکسی با بلبرینگ و کاسه نمد و رول برینگ مناسب توان تحمل وزن فن، چرخش بدون لرزش و با صدای کم ساخته و عرضه شده‌است.

### ۵– سیستم فن (Fan)
به جهت ایجاد مکش هوا و CFM مورد نیاز برج‌های خنک‌کننده و تبادل هوا از قسمت پایینی برج‌های خنک‌کننده و دریچه‌های ورود هوا در اطراف دستگاه به سمت بالا جهت برقراری تبادل میان آب و هوا در زمان سقوط قطرات آب به سمت پایین در برج‌های خنک‌کننده از این قطعه استفاده می‌شود که این قطعات در به صورت سوپربلید و با شافت‌های استیل و روکش فایبرگلاس درجه یک تولید می‌شوند.

### ۶– مکانیکال ساپورت و فن‌گاردهای مربوط (Mechanical Support & Fan Guard)
این قطعات به جهت اتصال و فیکس کردن قطعات مکانیکی برج خنک‌کننده همچون (الکتروموتور، سیستم کاهش سرعت و …) و جلوگیری از سقوط هرگونه شی خارجی یا شخص در برج خنک‌کننده و خطرات ناشی از آن در هنگام چرخش سیستم فن در دهانه بالایی برج خنک‌کننده طراحی شده‌اند و قطعات نام برده با استفاده از پیچ و مهره‌های استیل به مکانیکال ساپورت متصل می‌شوند و فن‌گاردها هم بر روی آن قرار می‌گیرند.

### ۷– کلگی توزیع آب (Sprinkler Head)
این قطعه جهت پخش کردن آب به تناوب بر روی لایه‌های پکینگ طراحی شده که بنا به مدل دستگاه و سایز لوله ورودی آب به برج خنک‌کننده در سایزهای مختلف ساخته می‌شود و به دلیل مقدار فشار و سیال ورودی و منطقه‌ای که دستگاه در آن قرار گرفته‌است از جنس آلومینیوم یا برنج تولید می‌شود.

### ۸– ست بست‌های کامل استیل (Arm Accessories)
لزوم استفاده از سه نوع بست (آچار خور، پیچ گوشتی خور، مارپیچ تنظیم) در برج‌های خنک‌کننده که به جهت ثابت نگاه داشتن و ایجاد تعادل و تقسیم وزن و با تنظیم جهت سوراخ‌های بازویی توزیع آب سرعت چرخش کلگی توزیع آب را کنترل و با تقسیم آب به صورت یکنواخت زمان تبادل آب‌وهوا را بیشتر کرده و در نتیجه راندمان دستگاه بالاتر خواهند برد.

### ۹– بازویی توزیع آب (Sprinkler Arm)
در داخل هر دستگاه برج خنک‌کننده مخروطی بسته به سایز کلگی توزیع آب تعداد (۴ یا ۶ یا ۸) عدد بازویی توزیع آب از جنس پی وی سی فشار قوی با ضخامت ۸ میلی‌متر که در طول‌های متفاوت از ۳۳ تا ۳۸۵ سانتی‌متر وجود دارد و به دلیل اینکه تحمل وزن آب در گردش را داشته باشد مجموعه فوق با میله کشش و بست آچار خور و بست پیچ گوشتی خور و مارپیچ تنظیم در محل خروجی کلگی توزیع آب با زوایایی مشخص ثابت می‌شود و سرعت چرخش کلگی توزیع آب را کنترل و با تقسیم آب به صورت یکنواخت زمان تبادل آب و هوا را بیشتر می‌کند و در نتیجه راندمان دستگاه بالاتر خواهد رفت.

### ۱۰– قطره‌گیر فایبری (Eliminator)
به‌صورت کلی از موارد استفاده و تولید قطره‌گیرها همان‌طور که از نامشان برمی‌آید ایجاد مانعی جهت خروج قطرات آب به صورت مستقیم از برج خنک‌کننده به بیرون از آن است چرا که در اثر مکش هوای سیستم فن دستگاه در صورت فقدان این قطعات قطرات معلق آب در آن به سمت بالا حرکت کرده و از دهانه‌هایی به بیرون پرتاب می‌شود.

### ۱۱– پکینگ (Hot Roll)
یکی از اجزای بسیار مهم به منظور افزایش تبادل حرارتی بین جریان آب و هوا در داخل برج خنک‌کننده پکینگ است که با افزایش سطح تماس جریان آب با هوا و همچنین کاهش سرعت جریان آب در فرایند خنک‌سازی نقش بسزایی دارد. با توجه به این مهم، تصمیم‌گیری هوشمندانه و انتخاب صحیح آن با توجه به متغیرهایی نظیر سیال ورودی، سختی و آلودگی سیال، محدودیت‌های فضا و امکان دسترسی و سرویس‌های دوره‌ای و موردی می‌تواند راندمان دستگاه و میزان تولید و بهره‌وری را افزایش دهد. در این راستا پکینگ نوع فیلم مدل Fl12 که برخلاف روش‌های قدیمی وکیوم به روش Hot Roll و با استفاده از ورقهای پی وی سی با ضخامت حدود 200 میکرون تولید می‌شود و برای مقاومت حداکثری مکانیکی دارای لبه‌مضاعف در هر دو سمت خود است نیز مورد استفاده قرار میگیرند.

## نحوه صحیح نصب و نکات مربوط
یکی از موارد بسیار مهم در خصوص برج‌های خنک‌کننده و برج‌های خنک‌کننده فایبرگلاس، فنداسیون و محل نصب آن‌ها است. فنداسیون و نصب برج خنک‌کننده باید به نحوی صورت بگیرد که به دور از هرگونه موانعی برای ورود جریان هوا به داخل برج خنک‌کننده باشد و اگر قرار باشد که چند برج در کنار هم نصب شوند، باید فاصله‌ها از یکدیگر به طریقی باشد که هوای گرم خروجی از برج‌های مجاور وارد یکدیگر نشود و راندمان دستگاه‌ها کاهش نیابند.
مشخص و تعیین محل نصب برج‌های خنک‌کننده به عوامل دیگری هم بستگی دارد که باید به آن‌ها توجه کرد و به شرح زیر می‌باشد.
1. معماری و طراحی مناسب محل نصب متناسب با انتخاب برج خنک‌کننده
2. استفاده از قطعات و بدنه مناسب جهت استحکام بخشیدن
3. اگر سازه‌ای در کنار برج خنک‌کننده وجود داشته باشد، باید حتماً بالای آن باز باشد تا هوا در جریان باشد و به داخل برج خنک‌کننده برنگردد
4. معمولاً فاصله برج خنک‌کننده تا آن سازه باید بیشتر از قطر برج خنک‌کننده باشد
5. ارتفاع یک سازه در اطراف برج خنک‌کننده باید کمتر از ارتفاع برج خنک‌کننده باشد
6. اگر قرار باشد که دو برج خنک‌کننده در کنار یک‌دیگر نصب شوند، فاصله آن دو از هم باید از نصف قطر برج‌ها بیشتر باشد
7. برای افزایش و ثابت نگاه داشتن راندمان دستگاه‌ها باید مرتب آب مورد استفاده برج را پالایش کرده و از رسوب گذاری و رشد جلبک جلوگیری کرد

به‌طور خلاصه، رعایت مواردی که در قسمت بالا ذکر شد مسائل مهمی هستند که برای افزایش و بهره‌وری کامل از راندمان برج‌های خنک‌کننده تأثیرگذار و مهم هستند که باعث افزایش طول عمر دستگاه‌ها می‌شوند.

## مشکلات انواع برج خنک‌کننده
یکی دیگر از مسائل مهمی که در خصوص برج‌های خنک‌کننده مطرح می‌شود و مهندسان همواره در تلاش هستند که آن را کاهش دهند، موضوع مشکلات برج خنک‌کننده است. در برج‌های خنک‌کننده و به‌خصوص برج‌های خنک‌کننده مدارباز که تبادل حرارت و خنک‌سازی به صورت برخورد مستقیم آب با جریان هوا انجام می‌شود مسائلی مطرح هستند که در قسمت ذیل به آن‌ها اشاره می‌کنیم.
1. رسوب گذاری:مهم‌ترین نکته در خصوص مشکلات برج خنک‌کننده بحث رسوب‌گذاری آن است. رسوب‌گذاری معمولاً بروی پکینگ یا مدیا، کلگی توزیع آب و قسمت ورود و خروج آب تشکیل می‌شود. برای رفع این مشکل راه‌حل پالایش آب توصیه می‌شود که روش‌های مختلفی دارد و باعث جلوگیری از رسوب‌گذاری می‌شود.
2. از آنجا که بدنه این برج‌ها از فایبرگلاس ساخته شده‌است، آن‌ها در مقابل خوردگی و پوسیدگی بسیار مقاوم هستند ولی قطعات داخلی برج خنک‌کننده در خطر خوردگی و پوسیدگی هستند.
3. داخل برج‌های خنک‌کننده محل مناسبی برای رشد باکتریهای بیولوژیکی، جلبکها و غیره است که از طریق روش‌های مختلفی می‌توان از بروز چنین مشکلاتی جلوگیری کرد و بهره‌وری دستگاه‌ها را افزایش داد.